# Sint-Nicolaaslyceum
Het Sint-Nicolaaslyceum (SNL) is een (oorspronkelijk katholieke) middelbare school aan de Prinses Irenestraat in Amsterdam-Zuid, voor leerlingen die havo-, atheneum-niveau volgen.
Het Nicolaaslyceum heeft zich gesteld onder de Stichting Voortgezet Onderwijs Amsterdam-Zuid, samen met het Ignatius en het Fons Vitae, deze drie scholen richten zich alle op voortgezet onderwijs (vwo en havo) in Amsterdam-Zuid.
Op 29 oktober 2012 is het SNL verhuisd naar een plek westelijk van het oorspronkelijke gebouw, nog steeds aan de Prinses Irenestraat, maar nu dichter bij de Beethovenstraat, het nieuwe adres is "Beethovenplein 2" (maar het "Beethovenplein" bestaat niet echt als plein of straat).
Belangrijke thema's van het SNL zijn cultuur, wetenschap en sport. Vanaf 14 mei 2007 is de school officieel gecertificeerd als sportactieve school door het NOC*NSF en de Koninklijke Vereniging voor Lichamelijke Opvoeding.

## Gebouw

### Tot 2012

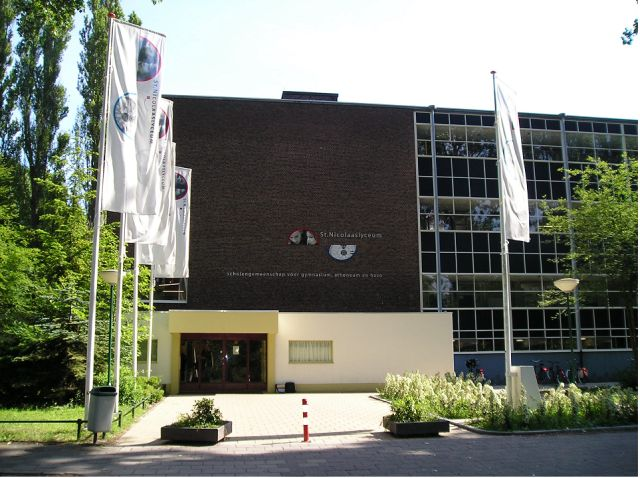
voormalige ingang van het St-Nicolaaslyceum

Het eerste gedeelte van de school (de A & B-vleugel) was in 1959 klaar. Twee jaar later in 1961 werd ook het tweede gedeelte (C & D-vleugel) geopend. Deze werden de eerste jaren gebruikt door de Pius MMS, later Pius Havo. Bij de fusie van het SNL en de Pius in 1973, werden de twee schooldelen verbonden met een luchtbrug. Het gehele complex is ontworpen door architect Lau Peters, in samenwerking met J.Th. Peters en B. Spängber. Het is "een van de weinige grote, naoorlogse rooms-katholieke scholencomplexen in modernistische trant, beïnvloed door de geest van het nieuwe bouwen en het functionalisme" in Nederland. Onder meer om die reden hebben het Cuypersgenootschap en Heemschut het Amsterdamse College van B en W verzocht het complex aan te wijzen tot gemeentelijk monument.
Elke gang had aan één kant lokalen, wat er samen met het grote glasoppervlak voor zorgde dat het gebouw een lichte en open uitstraling heeft. De meeste lokalen hadden een oppervlak van 44,68 m², te klein volgens de huidige regelgeving. Het gebouw was 12,9 meter hoog en was deels voor 0,7 meter in de grond verzonken. Er waren drie verdiepingen (exclusief de halfverdiepte kelder). Elke verdieping had een eigen kleur op de deuren.
Om plaats te maken voor de bouw van kantoren is, na ingebruikname van de nieuwbouw, het oude gebouw in 2013 gesloopt.

#### Vanaf 2012
In de winter van 2010 is er begonnen met de bouw van een nieuw schoolgebouw, op de plek van de gesloopte Christus' Geboortekerk, enkele tientallen meters naast het toenmalige schoolgebouw. Na een Europese selectieprocedure is de opdracht tot het ontwerpen van een nieuw gebouw naar het Delftse architectenbureau DP6 gegaan. Het gebouw bevat onder meer een door NOC*NSF gecertificeerde gymzaal met fitnessruimte, een buiten-basketbalveld, een schoolcafé, een aula met tribune en een atrium. Op 5 oktober 2012 werd het gebouw opgeleverd, waarna het op 29 oktober 2012 in gebruik genomen werd.  Het schoolplein, tussen het nieuwe en het oude gebouw, heeft hierbij de naam Beethovenplein gekregen, zodat de school nu een eigen straatnaam heeft.

## Activiteiten

### Schoolkrant
Zoals de meeste middelbare scholen heeft ook het SNL een eigen schoolkrant. Deze heet Nics nieuws en is in 1951 opgericht.

### Het Grote Gebeuren
Het Grote Gebeuren (GG) is een jaarlijks feest voor leerlingen en docenten van het SNL. Op deze dag, rond 5 december, is er een voorstelling in de gymzaal waarbij gebruik wordt gemaakt van het podium. Leerlingen en docenten kunnen meedoen, met toneel, dans, cabaret, muziek en dergelijke.
Na de avondvoorstelling is er een gala voor de bovenbouw.
De naam "Het Grote Gebeuren" verwijst naar het gelijknamige verhaal van de schrijver Belcampo (Herman Pieter Schönfeld Wichers).

## Bekende oud-leerlingen
- Jos van Kemenade (1937-2020), politicus
- Lucas Reijnders (1946), biochemicus en hoogleraar milieukunde
- Rudy Uytenhaak (1949), architect
- Louis van Gaal (1951), voetbaltrainer
- Bram Braam (1952), voetbaltrainer
- Amy Koopmanschap (1952), burgemeester van Diemen
- Maarten Spanjer (1952), acteur en schrijver
- Wim Eijk (1953), aartsbisschop
- Rob Clerc (1955), dammer
- Aleid Truijens (1955), schrijfster
- Rob Pieters (1959), oprichter Prinses Máxima Centrum
- Antonie Broek (1960), drummer van De Dijk
- Monique Somers (1963), weervrouw
- Suzanne Klemann (1963), zangeres van Loïs Lane
- Mario Bennes (1964), basketbalspeler
- Monique Klemann (1965), zangeres van Loïs Lane
- Ellen Evers (1966), zangeres en actrice
- Cintha Boersma (1969), volleybalster
- Dennis Bergkamp (1969), voetballer
- Vera Bergkamp (1971), voormalig voorzitter Tweede Kamer
- John Wijdenbosch (1973), acteur
- Joppe Molenaar (1975), drummer van Voicst
- Sven Woodside (1976), basgitarist van Voicst
- Dave van den Bergh (1976), voetballer
- Tjeerd Bomhof (1978), zanger en gitarist van Voicst
- Rochdi Darrazi (1980), ondernemer, eigenaar van Boldking
- Baas B (1982), rapper
- Richy (1982), finalist X Factor
- Joris Bijdendijk (1984), chef-kok van RIJKS®
- Ninthe (1985), zangeres
- Kimberley Klaver (1985), actrice
- Ajouad El Miloudi (1987), tv-presentator
- Raynor Arkenbout (1989), acteur
- Don Ceder (1998), lid Tweede Kamerfractie ChristenUnie
- Melody Klaver (1990), actrice
- Tuğrul Çirakoğlu (1991), ondernemer, schrijver en voormalig columnist Het Parool
- Matthijs de Ligt (1999), voetballer

### Oud-leerlingenvereniging
Het SNL heeft ook een oud-leerlingenvereniging. 'Myrakel'. Eens in de vijf jaar wordt een grote reünie georganiseerd.

## Trivia
- Het schoolgebouw is te zien in de Ringtone-reclame van KPN, die in juni 2010 uitgezonden werd.
- In de schooljaren 2001-2002 bood een zijvleugel van het gebouw van het SNL ook onderdak aan de bovenbouwklassen van het Vossius Gymnasium, dat toentertijd verbouwd werd.